# Base de la Fuerza Aérea Eielson
Eielson AFB es un lugar designado por el censo ubicado en el borough de Fairbanks North Star en el estado estadounidense de Alaska.

## Demografía
Según la Oficina del Censo en 2000 los ingresos medios por hogar en el lugar designado por el censo eran de $35.938, y los ingresos medios por familia eran $35.688. Los hombres tenían unos ingresos medios de $24.961 frente a los $21.432 para las mujeres. La renta per cápita para el lugar designado por el censo era de $11.512. Alrededor del 6,0% de la población estaban por debajo del umbral de pobreza.